# Thyenula fidelis
Thyenula fidelis är en spindelart som beskrevs av Wesolowska, Haddad 2009. Thyenula fidelis ingår i släktet Thyenula och familjen hoppspindlar. Inga underarter finns listade i Catalogue of Life.